# Дмитро Луценко (монета)
«Дмитро́ Луце́нко» — ювілейна монета номіналом 2 гривні, випущена Національним банком України. Присвячена 85-річчю від дня народження Дмитра Омеляновича Луценка (1921—1989), який народився в с. Березова Рудка Полтавської області. Дмитро Луценко — автор текстів багатьох відомих пісень: «Києве мій», «Сивина», «Фронтовики», «Мамина вишня», «Осіннє золото» тощо.
Монету введено в обіг 8 вересня 2006 року. Вона належить до серії «Видатні особистості України».

## Опис та характеристики монети
| Номінал грн. | Метал      | Маса, грам | Діаметр, мм. | Якість виготовлення       | Гурт     | Тираж, штук |
| ------------ | ---------- | ---------- | ------------ | ------------------------- | -------- | ----------- |
| 2            | нейзильбер | 12,8       | 31           | спеціальний анциркулейтед | рифлений | 30 000      |

### Аверс
На аверсі зображено суцвіття каштана на тлі панорами Києва (праворуч) і розміщено: малий Державний Герб України (угорі), під яким напис — «УКРАЇНА», ліворуч півколом на дзеркальному тлі — «НАЦІОНАЛЬНИЙ БАНК»; рік карбування монети «2006», номінал: «2 ГРИВНІ». та логотип Монетного двору Національного банку України.

### Реверс
На реверсі зображено портрет Д. Луценка, праворуч від якого — два суцвіття каштана та розміщено стилізовані написи: «Березова/ Рудка 1921/ Київ 1989», по колу монети — «ЯК ТЕБЕ НЕ ЛЮБИТИ, КИЄВЕ МІЙ!» (угорі), «ДМИТРО ЛУЦЕНКО» (унизу).

## Автори

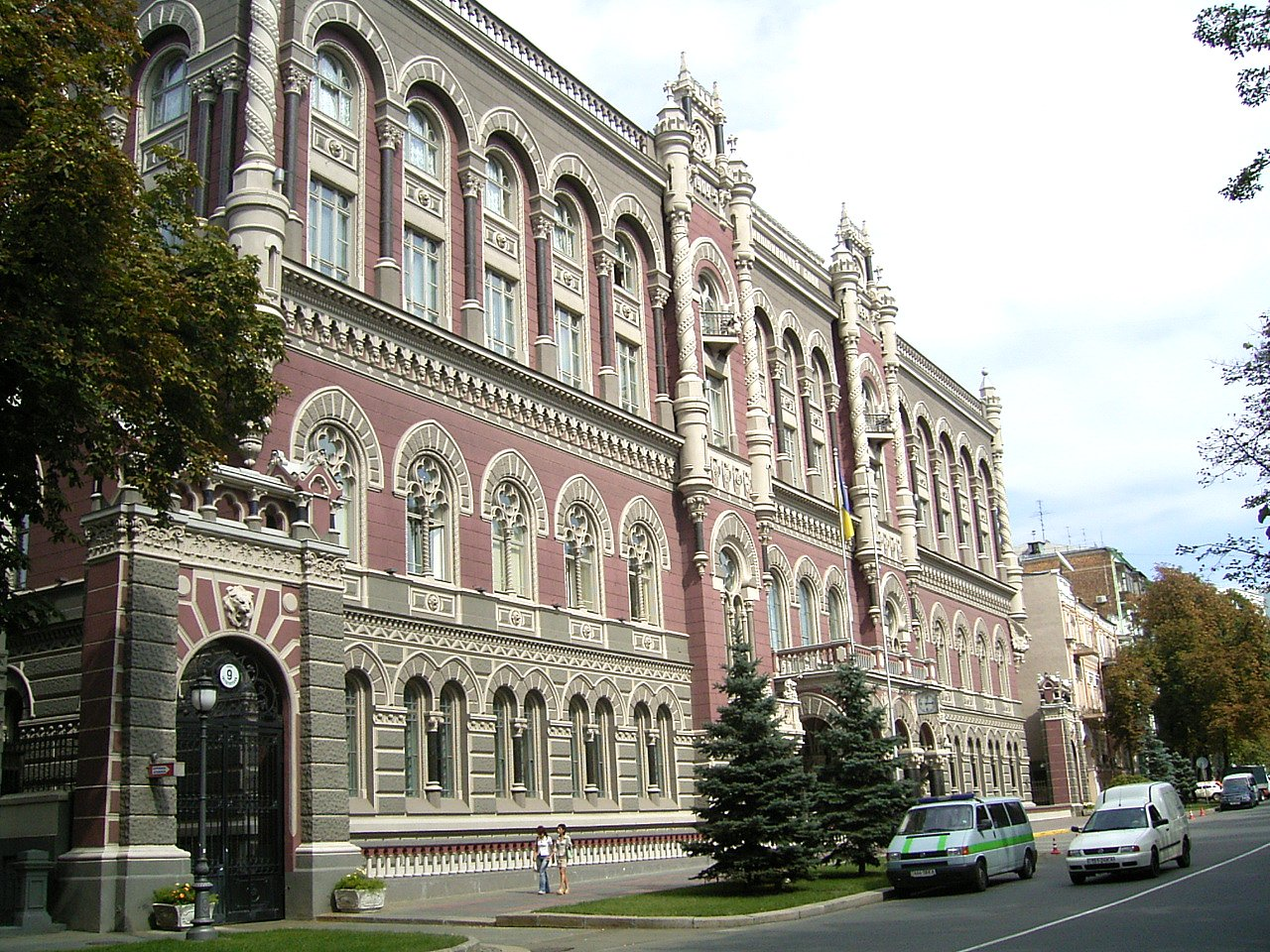
Будівля Національного банку України

- Художник — Чайковський Роман.
- Скульптор — Чайковський Роман.

## Вартість монети
Ціна монети — 15 гривень, була зазначена на сайті Національного банку України 2011 року.
Фактична приблизна вартість монети з роками змінювалася так:
| Рік        | 2010 | 2011 | 2012 | 2013 | 2014 | 2015 | 2016 | 2017 | 2018 | 2019 | 2020 | 2021 | 2022 | 2023 | 2024 | 2025 |
| ---------- | ---- | ---- | ---- | ---- | ---- | ---- | ---- | ---- | ---- | ---- | ---- | ---- | ---- | ---- | ---- | ---- |
| Ціна, грн. | 17   | 20   | 20   | 20   | 25   | 30   | 40   | 45   | 55   | 60   | 60   | 60   | 65   | 160  | 160  | 180  |